# Norodom Jenna
Norodom Jenna (tiếng Khmer: នរោត្តម ជេនណា, Nôroŭttâm Chénna [nɔroːɗɑm ceːnnaː]; sinh ngày 11 tháng 3 năm 2012) là công chúa Campuchia và là thành viên của hoàng gia Campuchia. Cô là cháu gái của Quốc vương Norodom Sihamoni, con gái thứ hai của Norodom Bupphary và chắt của cựu Quốc vương Norodom Sihanouk. Cô được thần dân trìu mến gọi là Công chúa Jenna. Jenna còn là diễn viên, ca sĩ, vũ công, người mẫu và là Đại sứ Thương hiệu Hoàng gia của Cellcard.

## Tiểu sử
Jenna Norodom sinh ngày 11 tháng 3 năm 2012 tại Paris, Pháp. Cô là con gái thứ hai trong gia đình, mẹ cô là Công chúa Norodom Bophary và cha cô là người Pháp. Cô là cháu gái của Hoàng thân Norodom Chakrapong và là chắt của cố Quốc vương Norodom Sihanouk. Tước hiệu chính thức của cô là "Neak Ang Mchas Ksatrey Norodom Jenna" (tiếng Khmer: អ្នកអង្គម្ចាស់ក្សត្រិយ៍ នរោត្ដម ជេនណា) trong tiếng Khmer và "Công chúa Jenna Norodom" trong tiếng Anh.
Năm 2015, khi Jenna được ba tuổi, cô và gia đình trở về Campuchia sinh sống. Cô học năm thứ tiếng bao gồm cả tiếng Khmer mẹ đẻ, cũng như tiếng Anh và tiếng Pháp
Công chúa Jenna Norodom hiện đang làm đại diện cho hãng Space Creative Marketing với tư cách là Công ty Quản lý Nhân tài của mình.

## Thành tựu
- Đại sứ Thương hiệu Hoàng gia của Công ty Viễn thông Cellcard (Campuchia).[5]
- Đại sứ Thương hiệu Hoàng gia Marie Regal (Indonesia).[6]
- Đại sứ Thương hiệu Hoàng gia của R&F Properties (Trung Quốc).[7]
- Đại sứ Thương hiệu Hoàng gia của Liên đoàn Khiêu vũ Thể thao Campuchia (Campuchia)[8]
- Nữ diễn viên phim truyền hình dài tập của CTN.[9][10]
- Space Creative Marketing – Quản lý Nhân tài (Campuchia)

## Phim tham gia

### Phim truyền hình
| Năm  | Tên                 | Tên         | Mạng | Tham khảo |
| Năm  | Tiếng Anh           | Tiếng Khmer | Mạng | Tham khảo |
| ---- | ------------------- | ----------- | ---- | --------- |
| 2020 | Tep Thida Pkol Meas | ទេពធីតាព្កុលមាស   | CTN  | [ 10 ]    |
| 2021 | Golden Kingdom      | នគរមាស       | CTN  | [ 9 ]     |